# Festival du documentaire arabe-africain de Zagora
Le Festival du documentaire arabo-africain de Zagora est une manifestation  à caractère culturel qui se déroule à Zagora dans le sud du Maroc.